# 安佐サービスエリア
安佐サービスエリア（あさサービスエリア）は、広島県広島市安佐北区安佐町鈴張にある中国自動車道のサービスエリア。
中国自動車道と広島自動車道・浜田自動車道が交差する交通の要衝に位置する。

## 道路
- E2A E74 中国自動車道

## 施設

### 上り線（浜田・大阪方面）
- 駐車場
  - 大型 16台
  - 小型 100台
  - 二輪 4台
  - トレーラー 2台
  - 車椅子用駐車場有
- トイレ
  - 男性 大4（和式1・洋式3）・小9
  - 女性 16（和式1・洋式15）
  - 車椅子用 1
- ガソリンスタンド（ENEOS(株)（ENEOSウイング）[1]、24時間）
- 電気自動車用急速充電器（24時間）要事前登録
- コンビニエンスストア「セブン-イレブン」（24時間）[2]
- スナック（サルボ両備、24時間）
- 自動販売機
- 携帯電話充電器（9:00 - 17:00）
- インフォメーション・FAXサービス（9:00 - 17:00）
- ハイウェイ情報ターミナル
- 宝くじ（セブンイレブン内、24時間）
- 郵便ポスト（鈴張郵便局）
- ベビーコーナー （24時間）
- コインシャワー（24時間）[3]
- コインランドリー（24時間）[3]

### 下り線（山口・北九州方面）
- 駐車場
  - 大型 15台
  - 小型 91台
  - 二輪 4台
  - トレーラー 2台
  - 車椅子用駐車場有
- トイレ
  - 男性 大4（和式1・洋式3）・小7
  - 女性 13（和式1・洋式12）
  - 車椅子用 1

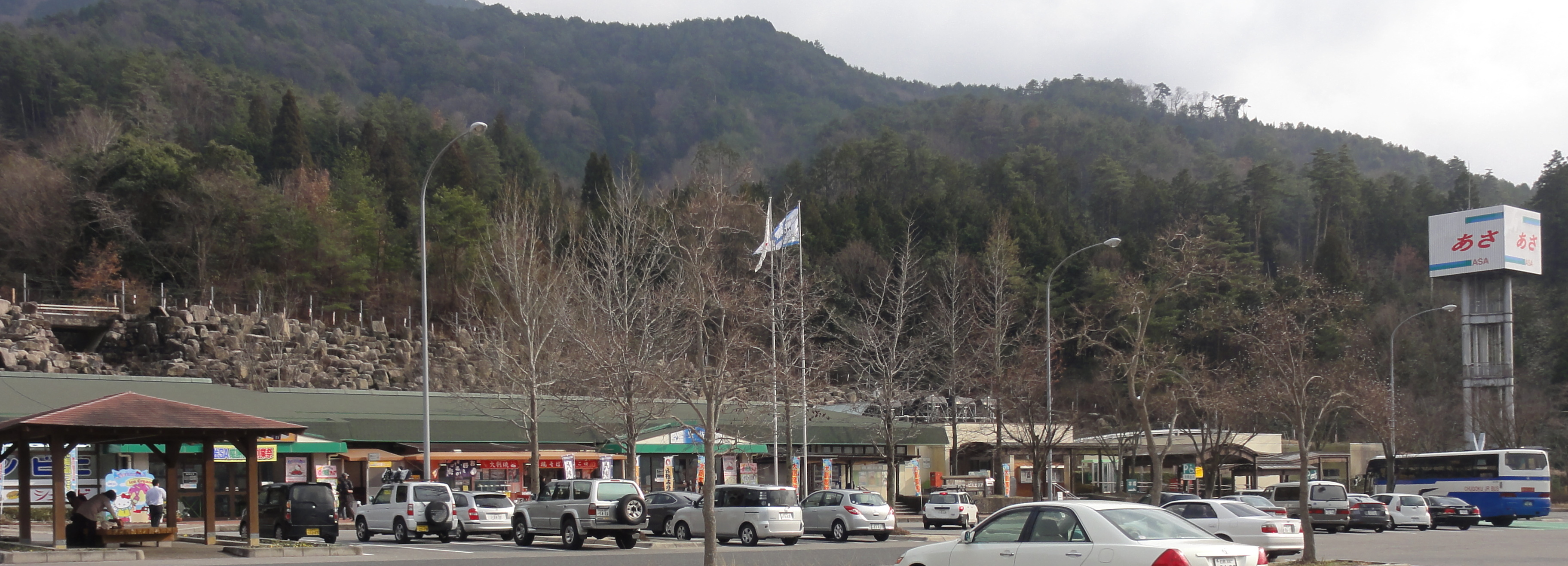
下り施設、後方の石組は建設時に発生した石を利用した。

- ガソリンスタンド（ENEOS（ENEOSウイング）[4]、24時間）
- 電気自動車用急速充電器（24時間）要事前登録
- コンビニエンスストア「セブン-イレブン」（24時間）[2]
- スナック（サルボ両備、24時間）
- 自動販売機
- 携帯電話充電器（9:00 - 17:00）
- インフォメーション・FAXサービス（9:00 - 17:00）
- ハイウェイ情報ターミナル
- 宝くじ（セブンイレブン内、24時間）
- 郵便ポスト（鈴張郵便局）
- ベビーコーナー （24時間）
- コインシャワー（24時間）[3]
- コインランドリー（24時間）[3]

## 隣
E2A E74 中国自動車道
(25) 千代田JCT - 安佐SA - (26) 広島北JCT - (26-1) 加計BS/SIC - (27) 戸河内IC